# Учительські інститути
Учительські інститути — трирічні навчальні заклади в Російський імперії, в тому числі й в Україні, для підготови вчителів міських і вищих початкових шкіл. 
Перший учительський інститут України було відкрито у Глухові  в 1874 році.
На початок 1917 року їх було 11 (в усій Російський імперії — 47). В УСРР традиційні учительські інститути були ліквідовані. 
У 1934 році у зв'язку з запровадженням загальної семирічної освіти та гострою потребою у нових кадрах для шкіл, було знову організовані  учительські інститути, але дворічні. Вони готували переважно вчителів для 5 — 7 класів. В УРСР спочатку їх  було 14, станом на 1945 рік  — 34, у  1955  році — 33. 
У 1950-х роках, у зв'язку з розвитком мережі шкіл з повною середньою освітою та підвищенням вимог до вчителів, учительські інститути поступово були реорганізовані у педагогічні інститути, та частково у педагогічні училища.